# Jonathan Del Mar
Jonathan Del Mar (nacido el 7 de enero de 1951) es un editor musical y director de orquesta británico.

## Biografía
Jonathan Del Mar nació en Londres en 1951; su padre era el director de orquesta Norman Del Mar. Estudió en Christ Church, Universidad de Oxford y el Royal College of Music de Londres.

## Erudito de Beethoven
Es más conocido por su intensa investigación de la producción de Beethoven, en particular es autor de la nueva edición de las nueve sinfonías de Beethoven por la editorial alemana Bärenreiter. Esta edición ha sido utilizada por directores de la talla de Claudio Abbado, Bernard Haitink, Sir Simon Rattle, Philippe Herreweghe, Osmo Vänskä y David Zinman y orquestas como la Hannover Band, Minnesota Orchestra y la Orchestre Révolutionnaire et Romantique.
Su investigación sobre las sinfonías de Beethoven comenzó en 1984. En diciembre de 1996 publicó la partitura de la Novena Sinfonía, atrayendo la atención de la prensa. Hay cuatro grabaciones de la sinfonía antes de la publicación de la nueva edición, y los directores usaban la edición Breitkopf con las correcciones disponibles; Roy Goodman fue el primer director en emplear las correcciones de Del Mar, seguido por Sir Charles Mackerras en 1991, Sir John Eliot Gardiner, en 1992, y Claudio Abbado en 1996.
La publicación de las nuevas ediciones de las sinfonías de Beethoven concluyó en el 2000 con la Séptima Sinfonía. Estudió y analizó otras obras que resultaron en ediciones revisaras de las partituras como las sonatas de violonchelo (2004), los cuartetos de cuerda hasta el Op. 95 (2006-8),el Concierto para violín y orquesta, así como el Concierto para violonchelo de Dvorak. Actualmente[¿cuándo?] está trabajando en los 5 conciertos para piano de Beethoven.

## Dirección orquestal
Fue el director residente de la Orquesta Juvenil de Cumbria de 1980 a 1996.